# Ялинцы
Ялинцы (укр. Ялинці) — село, Ялинцовский сельский совет, Кременчугский район, Полтавская область, Украина.
Код КОАТУУ — 5322487001. Население по переписи 2001 года составляло 851 человек.
Является административным центром Ялинцовского сельского совета, в который, кроме того, входят сёла Воскобойники, Киндровка, Михайленки, Пухальщина и Самусиевка.

## Географическое положение
Село Ялинцы находится в 4-х км от плотины Кременчугского водохранилища, примыкает к селу Недогарки, на расстоянии в 0,5 км расположено село Воскобойники. Рядом проходит автомобильная дорога Н-08.

## История
- 1959—1961 — при строительстве Кременчугской ГЭС село Ялинцы (до 1918 года — Лялинцы Лялинской волости Золотоношского уезда) Градижского района было затоплено. Жителей переселили в Кременчугский район и новому село дали старое название.

## История Лялинец
- Не позже 1758 года в селе Преображенская церковь.[2][3][4]
- село принадлежало к Чигрин-Дубравской сотни Лубенского полка, а потом к Городецкому уезду Киевского намесничества, а потом к Золотоношскому уезду Полтавской губернии[2]
- Есть на карте 1800 года[5]
- На карте Шуберта 1872 года [6]
- Лялинцы. Клировая книжка Полтавской епархии на 1902 год.[7] Села Лялинец Преображенская церковь, деревянная, с такою же колокольнею, на каменном фундаменте, холодная, построена в 1864 г.; церковная сторожка — каменная; церковная библиотека; в приходе смешанная школа грамоты и земская школа; церковно-приходское попечительство; три дома для квартир причта; земли усадебной 3 дес., ружной 30 дес. и, кроме сего, (в совместном пользовании с причтом с. Клищинец — последнему 1/3, а первому 2/3), 18 дес. 1600 кв. саж. леса; жалованья в год священникам 1-му 140 руб., 2-му 106 руб., псаломщикам 1-му 53 руб., 2-му 36 руб.; церковь от Консистории в 165 верстах. Прихожан 2387 д. м. п. и 2303 д. ж. п. В приходе деревня Воинская-Гребля.

## Экономика
- Молочно-товарная ферма.
- ЧП «Маяк».
- ООО «Мир сладостей-Кременчуг».

## Объекты социальной сферы
- Школа І—ІІ ст.